# Общероссийский классификатор информации о населении
Общеросси́йский классифика́тор информа́ции о населе́нии (ОКИН). Предназначен для использования при сборе, обработке и анализе демографической, социальной и другой информации о населении, решения задач учёта, анализа и подготовки кадров предприятиями, учреждениями и организациями всех форм собственности, министерствами и ведомствами. ОКИН состоит из фасетов, которые можно использовать независимо друг от друга при решении различных задач.
Ведение классификатора осуществляет ВНИИКИ Госстандарта России совместно с Управлением статистических стандартов и классификаций Госкомстата России.
1 июля 2015 года Приказом Федерального агентства по техническому регулированию и метрологии от 12 декабря 2014 г. N 2019-ст взамен (ОКИН) ОК 018-95 был введён в действие (ОКИН) ОК 018-2014.